# أسرار الغابة (مسلسل)
أسرار الغابة (بالإسبانية: La caza. Monteperdido)‏ هو مسلسل إسباني.

## قصة المسلسل

### الموسم الأول
اختفت فتاتان تبلغان من العمر 11 عامًا، وهما آنا ولوسيا، كانتا عائدتان إلى المنزل بعد المدرسة، في وادي مونتيبرديدو، وهي مدينة تحيط بها الطبيعة الخصبة لجبال البرانس. بعد إجراء بحث مكثف، لم تتمكن السلطات من العثور على أي أدلة، ولا تزال القضية دون حل، مما أدى إلى تعطيل حياة السكان بشكل كبير.
بعد خمس سنوات، وجدت إحدى الفتاتين، آنا، فاقدة للوعي مع ارتجاج شديد ناتج عن حادث سيارة حيث فقد السائق حياته.
بينما ما زالت آنا، في المستشفى، تعانق والديها وتحاول التغلب على الصدمة، تستمر عمليات البحث في محاولة إنقاذ لوسيا. لدى آنا ذكريات غامضة ودخانية عن المكان الذي احتجزت فيه الفتاتان، ولكن من الواضح أنها تخفي أسرارًا. قد يكون سبب الكراهية العميقة بين العائلتين.

### الموسم الثاني
يصل الرقيب سيلفا إلى بلدة ترامونتانا في سييرا دي مايوركا في مهمة لمعرفة ما حدث لشريكته سارة كامبوس. كان الرقيب قد بدأ، قبل خمسة عشر يومًا، تحقيقًا في نفس المكان في مقتل بيرنات سيرفيرا، أحد أكثر الرجال المحبوبين من قبل سكان المدينة والذي قُتل من قبل ثلاثة شبان.

## روابط خارجية
- أسرار الغابة على موقع IMDb (الإنجليزية)
- أسرار الغابة على موقع فيلمافينيتي (الإسبانية)
- أسرار الغابة على موقع كينوبويسك (الروسية)
- أسرار الغابة على موقع قاعدة بيانات الفيلم (الإنجليزية)